# Casa de América de Barcelona

La Casa de América de Barcelona, fundada el dos de abril del año 1911, fue una importante asociación privada, vinculada a la Lliga Regionalista, encargada de difundir la realidad económica catalana en América y las posibilidades de inversión del continente americano durante la primera mitad del siglo XX. 

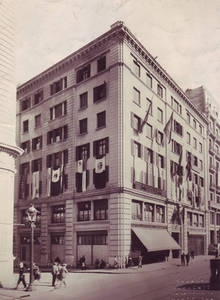
Sede de la Casa de América de Barcelona en la Vía Layetana

Agrupaba un gran número de empresarios y empresas relevantes así como entidades creadas por la emigración española de ultramar, como la Casa de Galicia de Montevideo, el Casino Español de México y gran parte de las cámaras de comercio españolas iberoamericanas. También participaban las personalidades políticas e intelectuales más destacadas de América Latina.
En el año 1927, bajo la influencia de Francesc Cambó asumió la denominación de Instituto de Economía Americana (IDEA) y se creó el Archivo General de Economía que agrupaba material para el estudio y la investigación económica, con el objetivo de fomentar las relaciones comerciales con los países latinoamericanos. Editaba numerosas publicaciones de carácter económico como era el Boletín de Información Americana.
Entre sus promotores también destacan Rafael Vehils, Jacint Viñas Musí, Eusebi Güell, Claudi López y Frederic Rahola. El rey Alfonso XIII y el presidente de la Generalitat Francesc Macià fueron presidentes de honor.

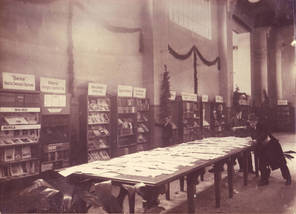
Interior de la Casa de América de Barcelona

La institución desplegó una enorme actividad hasta finales de la Guerra Civil Española. A finales de los años 40 reinició sus actividades pero nunca recuperó el esplendor de los años pasados. Su historia continúa hasta el año 1981, cuando, manteniendo su personalidad jurídica, se integra en el Institut Català de Cooperació Iberoamericana.
El archivo documental y bibliográfico de esta institución, resulta esencial para abordar las relaciones entre España (especialmente Cataluña) y América en un periodo crucial que va desde la pérdida de las últimas colonias de Cuba y Puerto Rico, en 1898, y el inicio de la dictadura del general Franco al finalizar la Guerra Civil. 
Este magnífico fondo documental está compuesto por unos 32.000 títulos de monografías, 1.000 títulos de publicaciones periódicas, unas 800 cajas con recortes de prensa y el archivo de la institución. Todo el conjunto fue donado a la Fundació Figueras el año 1982.[cita requerida]
La totalidad del fondo está catalogado en ficheros manuales y es consultable en el CRAI Biblioteca de Economía y Empresa. En el año 1994 fue editado un inventario completo de las publicaciones periódicas. Está su catálogo en línea. Dipòsit Digital de la Universitat de Barcelona.
En el año 2005 Cataluña recupera la tradición americanista que ostentó la Casa de América de Barcelona a través de la actual Casa América Cataluña que pretende convertirse en un puente de diálogo y colaboración entre la sociedad iberoamericana y catalana.